# Константи Ільдефонс Галчинський
Константи Ільдефонс Галчинський (пол. Konstanty Ildefons Gałczyński; 23 січня 1905, Варшава — 6 грудня 1953, Варшава) — польський поет, перекладач.

## Біографія

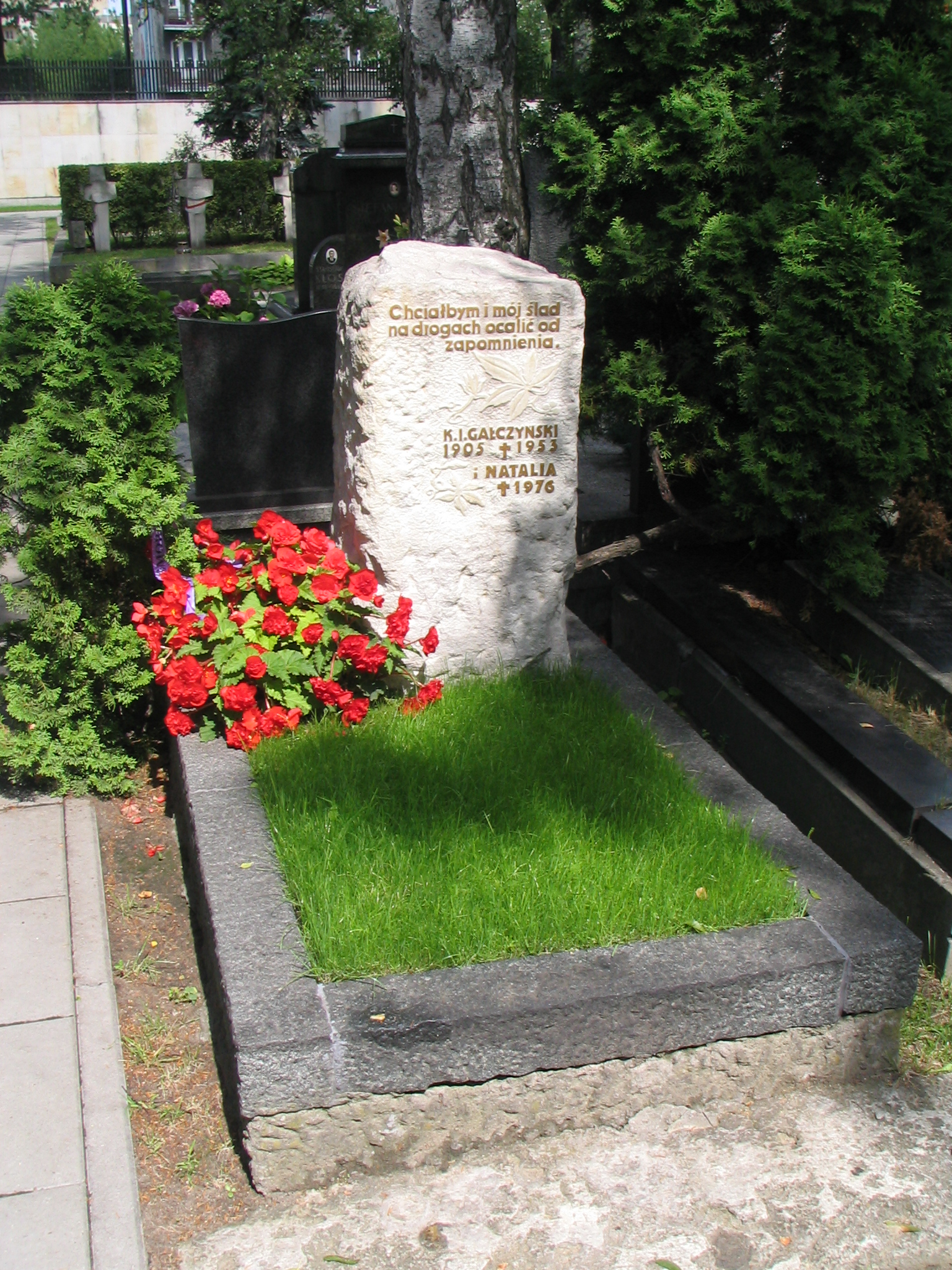
Могила Константи Галчинського та його дружини Наталії

Константи Галчинський (Ільдефонс — його своєрідний псевдонім, прибране «поетичне ім'я») народився у Варшаві 23 січня 1905 року в сім'ї залізничного техніка. На початку Першої світової війни батьки Галчинського переїхали до Москви. Там Константи навчався в школі Польського комітету. 1918 року сім'я повернулася до Варшави.
Закінчивши гімназію, Галчинський у 1923–1926 роках навчався у Варшавському університеті на відділенні класичної англійської філології. Як зазначив Роман Лубківський, гуманітарна освіта дала Галчинському «не тільки знання зі світової культури та мистецтва, а й змогу відчути поезію ніби зсередини, блискуче оволодіти прийомами віршування — від гекзаметра до верлібру».
У 1931–1933 роках Галчинський працював референтом в польському консульстві в Берліні. У 1934–1936 роках поет із сім'єю мешкав у Вільнюсі.
1939 року поета призвали до армії. Уже 17 вересня рядовий піхоти Галчинський потрапив у німецький полон. Він п'ять із половиною років провів у таборі для військовополонених.
Після війни працював у популярному журналі «Пшекруй» («Огляд»). Злигодні воєнних років підірвали здоров'я поета. Перші два інфаркти — 1940 та 1952 років — Галчинський переміг, а третій виявився фатальним: 6 грудня 1953 року поета не стало.

## Творчість
До Другої світової війни побачили світ такі видання Галчинського:
- поема «Кінець світу» (1928),
- сатирична повість «Ослик Порфіріон, або Клуб святотатців» (1929),
- поема «Бал у Соломона» (1933),
- збірка «Поетичні твори» (1937).

Повоєнна творчість представлена такими виданнями:
- поетичні збірки «Зачарований візок» (1948), «Шлюбні обручки» (1949), «Ліричні вірші» (1952),
- ліричний цикл «Пісні» (1953),
- цикл сатиричних мініатюр-фейлетонів «Листи з фіалкою» (1946–1950),
- поеми «Ольштинська хроніка» (1950), «Ніоба» (1951), «Віт Ствош» (1952),
- сатирична поема «Подорож Хризостома Бульвеція до Темнограда» (1953).

Володимир Моренець писав: «Галчинський розробив і утвердив оригінальну поетику художнього діалогізму, що ґрунтується на творчому використанні світових мистецьких надбань. Його стиль відзначається тонким поєднанням лірики, гумору й сатири. Письменник поставив на службу реалістичному мистецтву новаторські прийоми гротеску й абсурду». Точно й лаконічно про творчість поета висловився Леопольд Стафф у чотиривірші «Галчинський»:
Показав ти в єретичній імпресії
Через фрашки, мов гуси, тлусті,
Скільки ж то безглуздя в поезії
І поезії — у безглузді.
Роман Лубківський зазначив: «У „п'ятірному гроні“ найвидатніших польських поетів XX століття Галчинський, після Леопольда Стаффа і Юліана Тувіма, ділиться місцем із Владиславом Бронєвським та Ярославом Івашкевичем».
Галчинський перекладав твори англійських, німецьких, французьких іспанських, чеських, російських та інших письменників.
Окремі твори Галчинського українською мовою переклали Роман Лубківський, Іван Глинський, Петро Тимочко, Володимир Гуцаленко, Казимир Гурницький, Дмитро Павличко, Світлана Космачевська та інші.

## Публікації творів Галчинського в українських перекладах
- Константин (Ільдефонс) Галчинський // Антологія польської поезії: В двох томах. — Т.2. — К.:Дніпро, 1979. — С.249—292.
- Всесвіт. — 1961. — № 11; 1968. — № 9; 1969. — № 8; 1973. — № 3; 1980. — № 1; 1985. — № 3; 1997. — № 2.
- Гурницький К. Земля в польоті. — Ужгород, 1981.
- Слов'янська ліра. — К., 1983.
- Поклик. — К., 1984.
- 50 польських поетів: Антологія польської поезії у перекладах Дмитра Павличка. — К., 2001.
- Зачарована бричка: Поема / З польської переклав Роман Лубківський // Всесвіт. — 2014. — № 1—2. — С.5—9.
- Вибрані вірші / З польської переклав Роман Лубківський // Всесвіт. — 2014. — № 3—4. — С.15—30.